# Бардовци
Бардовци (на македонска литературна норма: Бардовци) е село в скопската община Карпош, Северна Македония.

## География
Селото е разположено на левия, северен бряг на река Вардар, на северозапад от Зайчев рид. На практика е част от столицата Скопие.

## История
На Църквен рид в селото са разкрити основите на раннохристиянска базилика и останки от архитектурна каменна пластика. Базиликата е част от античния град Скупи.
В края на XIX век Бардовци е българско село в Скопска каза на Османската империя. Според статистиката на Васил Кънчов („Македония. Етнография и статистика“) към 1900 година в Бардовци живеят 120 българи християни.
В началото на XX век населението на селото е разделено в конфесионално отношение. Според патриаршеския митрополит Фирмилиан в 1902 година в Бардовце има 14 сръбски патриаршистки къщи. По данни на секретаря на Българската екзархия Димитър Мишев („La Macédoine et sa Population Chrétienne“) в 1905 година в Бардовци има 88 българи екзархисти и 80 българи патриаршисти сърбомани.
След Междусъюзническата война в 1913 година селото попада в Сърбия.
На етническата си карта от 1927 година Леонард Шулце Йена показва Бардовце (Bardovce) като село с неясен етнически състав.
На етническата си карта на Северозападна Македония в 1929 година Афанасий Селишчев отбелязва Бардовце като българско село.
Според преброяването от 2002 година Бардовци има 1472 жители.
| Националност     | Всичко |
| северномакедонци | 1432   |
| албанци          | 0      |
| турци            | 0      |
| роми             | 2      |
| власи            | 0      |
| сърби            | 31     |
| бошняци          | 0      |
| други            | 7      |

## Личности
Родени в Бардовци
- Тодор Пешов, български революционер от ВМОРО, четник на Богдан Баров[10]